# Sapore di hamburger
Sapore di hamburger (Better Off Dead...), è un film del 1985 diretto da Savage Steve Holland.

## Trama
L'americano Lane Meyer è un adolescente innamorato della sua ragazza Beth Truss. Beth lo lascia perché non ha vinto una gara di sci, mettendosi poi con lo sciatore Roy Stalin. Lane si deprime e così decide di suicidarsi, per poi ripensarci. Nel frattempo la sua vicina, la signora Smith, riceve la studentessa francese Monique Junet. Suo figlio, Ricky Smith, considera Monique come la sua fidanzata. Lane conosce Monique, facendoci amicizia ad una festa di liceo. Monique lo incoraggia e lo allena, insegnandogli come sciare sulla rischiosissima pista K12.